# Maurizio Nucci
Pour les articles homonymes, voir Nucci.
Maurizio Nucci, né le 16 juin 1968 à Turin en Italie, est un joueur italien de volley-ball. Il mesure 2,00 m et jouait réceptionneur-attaquant.

## Clubs
| Club             | Pays   | De        | À         |
| ---------------- | ------ | --------- | --------- |
| Turin            | Italie | 1985-1986 | 1986-1987 |
| Milan            | Italie | 1987-1988 | 1987-1988 |
| Montichiari      | Italie | 1988-1989 | 1988-1989 |
| Bologne          | Italie | 1989-1990 | 1989-1990 |
| Montichiari      | Italie | 1990-1991 | 1992-1993 |
| Naples           | Italie | 1993-1994 | 1995-1996 |
| Valdagno         | Italie | 1996-1997 | 1996-1997 |
| Nice Volley-Ball | France | 1997-1998 | 1997-1998 |

## Palmarès
- Coupe des Coupes : 1991, 1992